# The Witness
The Witness är ett 3D-pusselspel utvecklat av Jonathan Blow, en indie-spelutvecklare som sedan tidigare är känd för Braid, och hans företag Thekla. Spelet tillkännagavs i augusti 2009, och släpptes 26 januari 2016 till Microsoft Windows och Playstation 4; Blow hade från början för avsikt att skapa Xbox 360- och Playstation 3-versioner av spelet, men valde att avstå från det, då han inte ansåg konsolerna kapabla till det spelet behövde kunna göra.
En spelbar demoversion av spelet fanns att spela på Penny Arcade Expo i september 2010, i vilket spelaren kunde förflytta sig mellan olika delar av ön, och lösa några utvalda pussel.

## Utveckling
Den 28 februari 2010, laddades Eric Urquharts concept art upp på den officiella The Witness-sidan. Bilderna föreställde ett antal olika 3D-miljöer. Enligt Blow, skulle spelet ha "en grafisk stil som värdesätter enkelhet" som passar för "fylligare miljöer, med platser både inomhus och utomhus". Designern Ignacio Castaño utvecklande renderingssystemet för spelets ljus- och visuella effekter.
The Witness planerades ursprungligen att släppas 2013, men det ändrades till januari 2016.